# Otto J. Schaden
Otto John Schaden (n. 26 august 1937 – d. 23 noiembrie 2015) a fost un egiptolog american.
A fost directorul „Amenmesse Tomb Project” al University of Memphis (Tennessee). A cercetat mormintele WV23, WV24 și WV25 partea occidentală din Valea Regilor, în Egipt. A cercetat mormântul faraonului Amenmesse (KV10) în brațul principal al Văii Regilor.
Pe 8 februarie 2006 a dat publicității știrea că echipa lui a descoperit mormântul KV63, la 45 de pași depărtare de mormântul lui Tutankhamon. Mormântul fusese descoperit deja pe 10 martie 2005. Este vorba de o cameră intactă, care la început a fost considerată un mormânt în adevăratul sens al cuvântului; în realitate însă se pare că este vorba de o dependință aparținând complexului lui Tutankhamon. Excavările arheologice s-au desfășurat lent din martie până în iulie 2005.
În această cameră au fost descoperite 7 sarcofage printre care unul ale cărui dimensiuni vorbesc de un copil; 28 de vase mari umplute cu lucruri artizanale și țesături. Pe sarcofage au putut fi descoperite nume și titluri.
Din 1970 dr. Schaden a predat limba egipteană și semită la Universitatea din Minnesota.